# Berdechów
Berdechów (prononciation : [bɛrˈdɛxuf]) est une localité polonaise de la gmina de Bobowa, située dans le powiat de Gorlice en voïvodie de Petite-Pologne.